# Рыжая цапля
Рыжая цапля (лат. Ardea purpurea) — вид птиц из семейства цаплевых.

## Общая характеристика
Рыжая цапля немного меньше, чем серая цапля. Оперение рыжей цапли каштаново-бурое, спина серая. В полёте, в отличие от серой цапли, изгиб сложенной шеи достаточно резкий, выделяется в силуэте тем, что значительная часть петли сложенной шеи оказывается ниже линии брюха (если смотреть на летящую птицу сбоку). По сравнению с другими видами цапель того же размера, рыжая цапля имеет более длинные пальцы.

## Распространение
Рыжая цапля обитает в тростниковых зарослях у воды. Гнездится в Европе, Южной Азии и Африке. Европейские цапли зимуют в Африке южнее Сахары.

## Образ жизни
Рыжая цапля гораздо реже садится на деревья, чем другие крупные цапли. Благодаря длинным пальцам может ходить даже по самой топкой почве. Если её испугать, она вытягивается в тростниках и поднимает клюв вертикально вверх, сливаясь с окружающей средой. Этим она очень напоминает выпь. Ведёт преимущественно сумеречный образ жизни.

### Питание
Основную пищу рыжим цаплям составляет рыба длиною до 20 см. Цапли подкарауливают рыбу в воде. Подплывшую рыбу молниеносно протыкают клювом, затем стряхивают её с клюва и заглатывают головой вперёд. Так же едят насекомых, ракообразных, амфибий и грызунов. Кормиться рыжая цапля предпочитает на мелководье, так как плохо плавает (хуже, чем остальные цапли).

### Размножение
Гнёзда рыжая цапля устраивает в зарослях тростника, в кустах, в камыше. Чаще гнездится колониями по 10 — 30 пар, охотно образует смешанные поселения вместе с другими видами цапель (особенно — малой белой и серой) и бакланами. В таких поселениях гнёзда рыжей цапли расположены ниже гнёзд других видов сообщества. В кладке от 3 до 5 бледно-голубых яйца, которые насиживаются обоими родителями в течение 4 недель. Птенцов выкармливают, отрыгивая пищу в гнездо.

## Подвиды
Выделяют четыре 4 подвида:
- A. p. purpurea Linnaeus, 1766 — от южной и центральной Европы на восток до Средней Азии, Ближний Восток, Африка к югу от Сахары;
- A. p. manilensis Meyen, 1834 — Южная и Восточная Азия, Малайский архипелаг;
- A. p. bournei Naurois, 1966 — Острова Зелёного Мыса;
- A. p. madagascariensis van Oort, 1910 — о. Мадагаскар.

## Фото

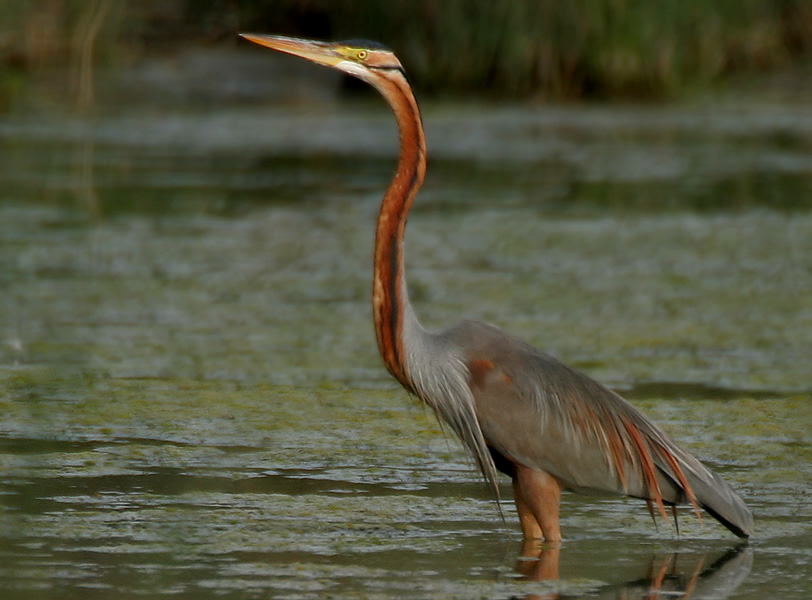
Ardea purpurea manilensis
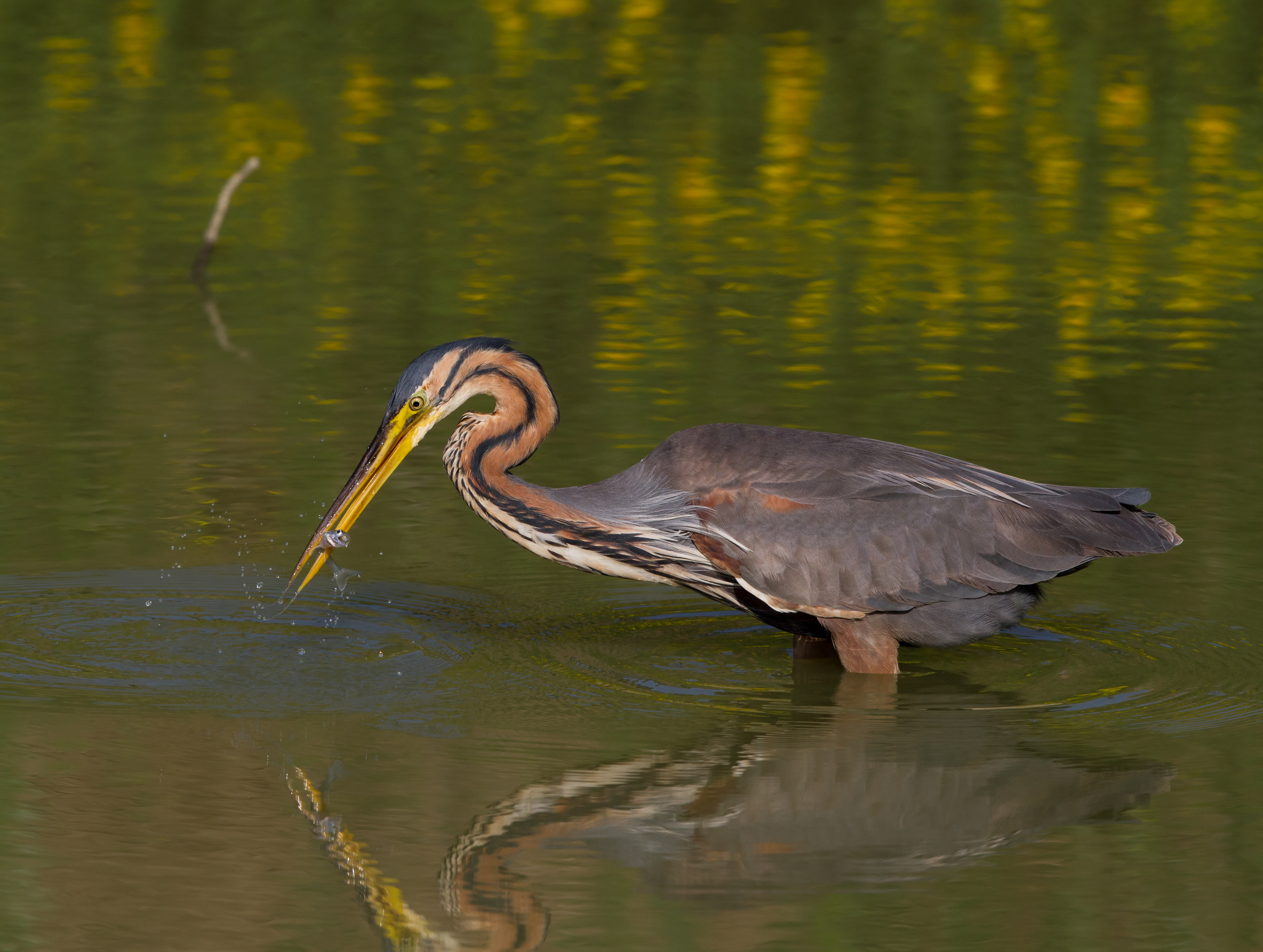
Ardea purpurea purpurea
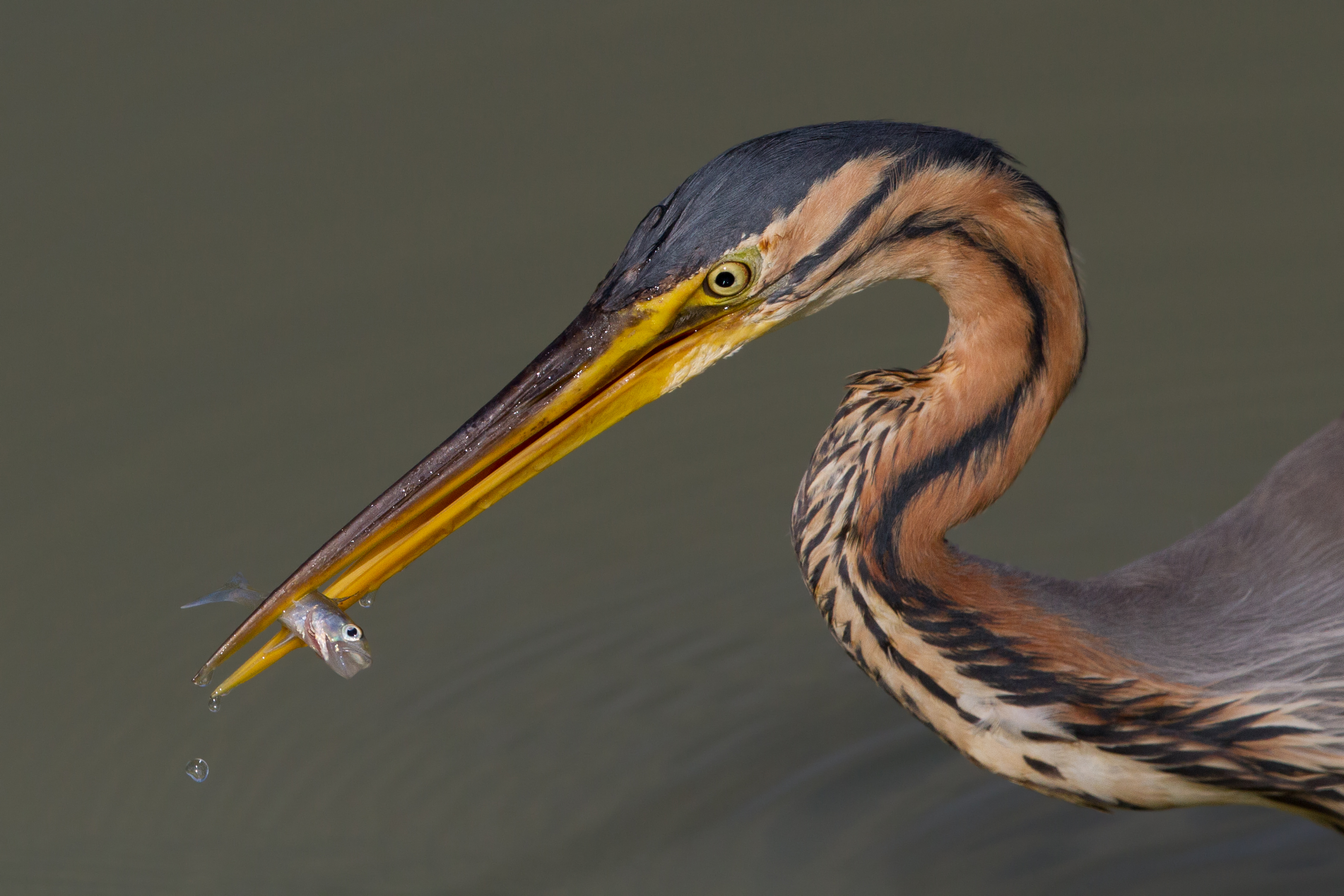
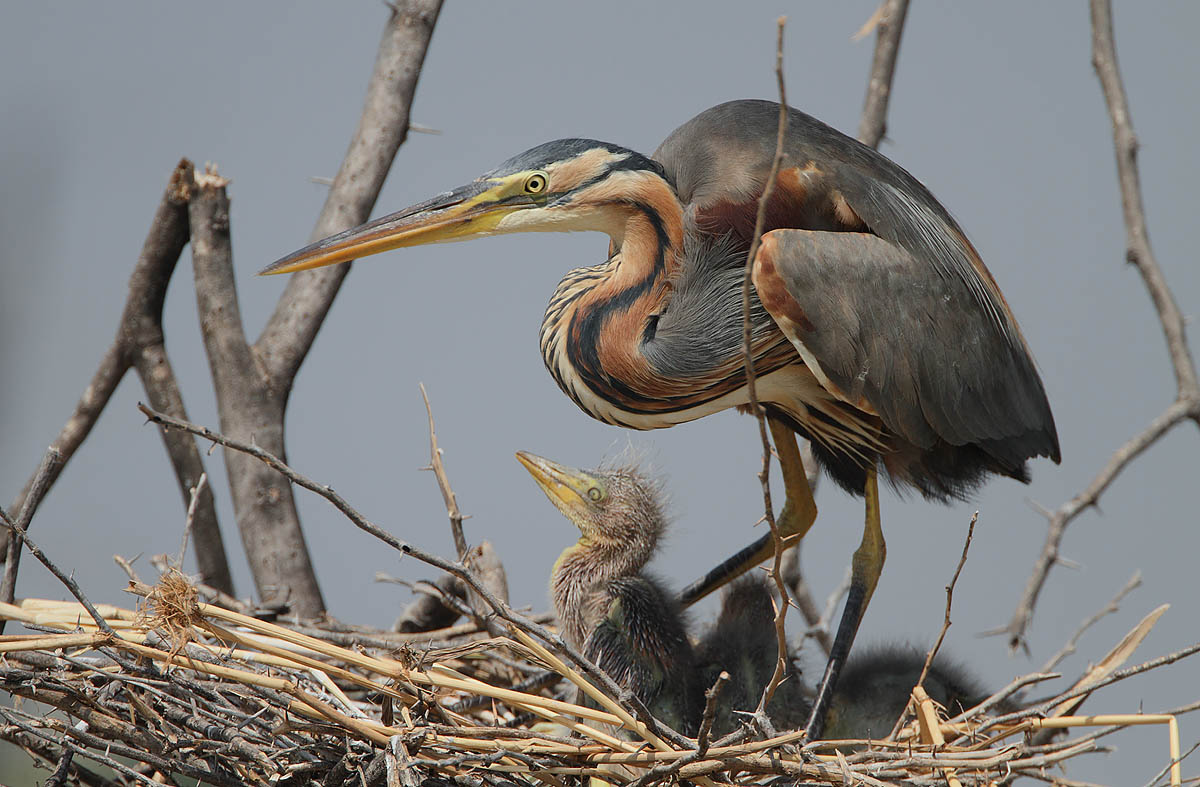
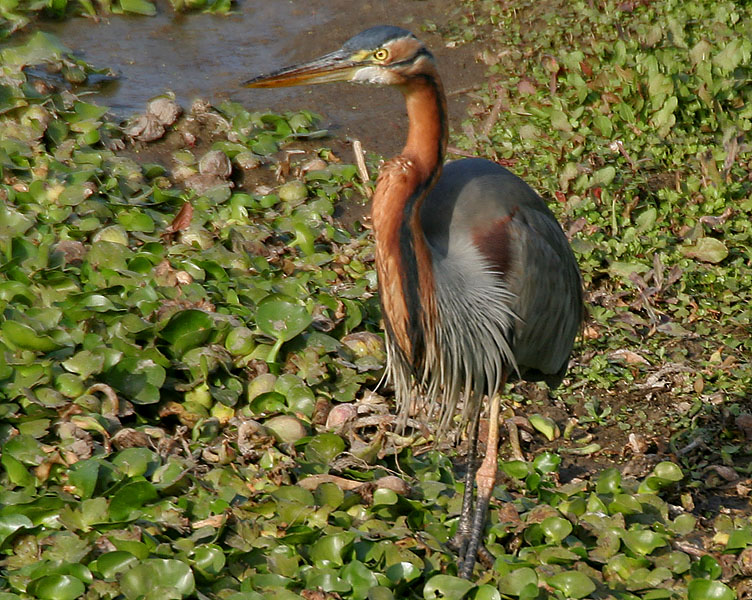
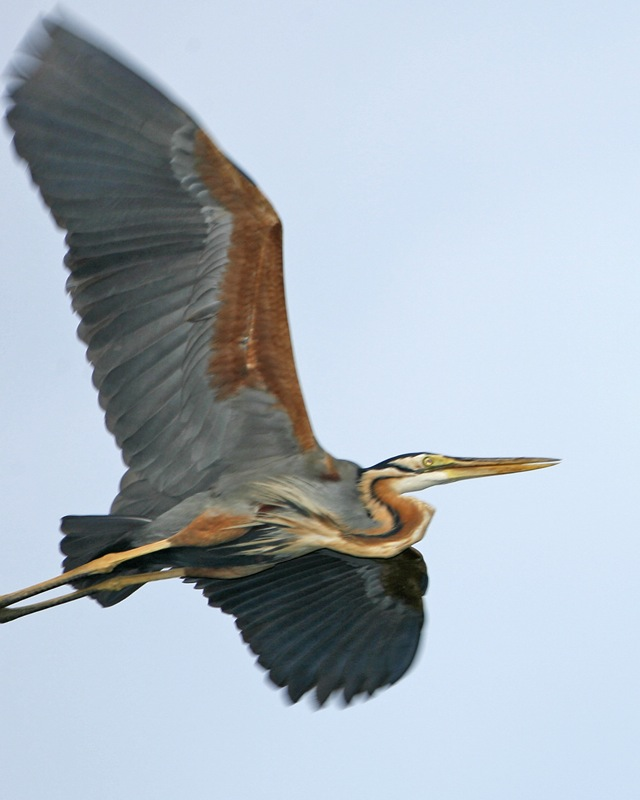
A. p. manilensis
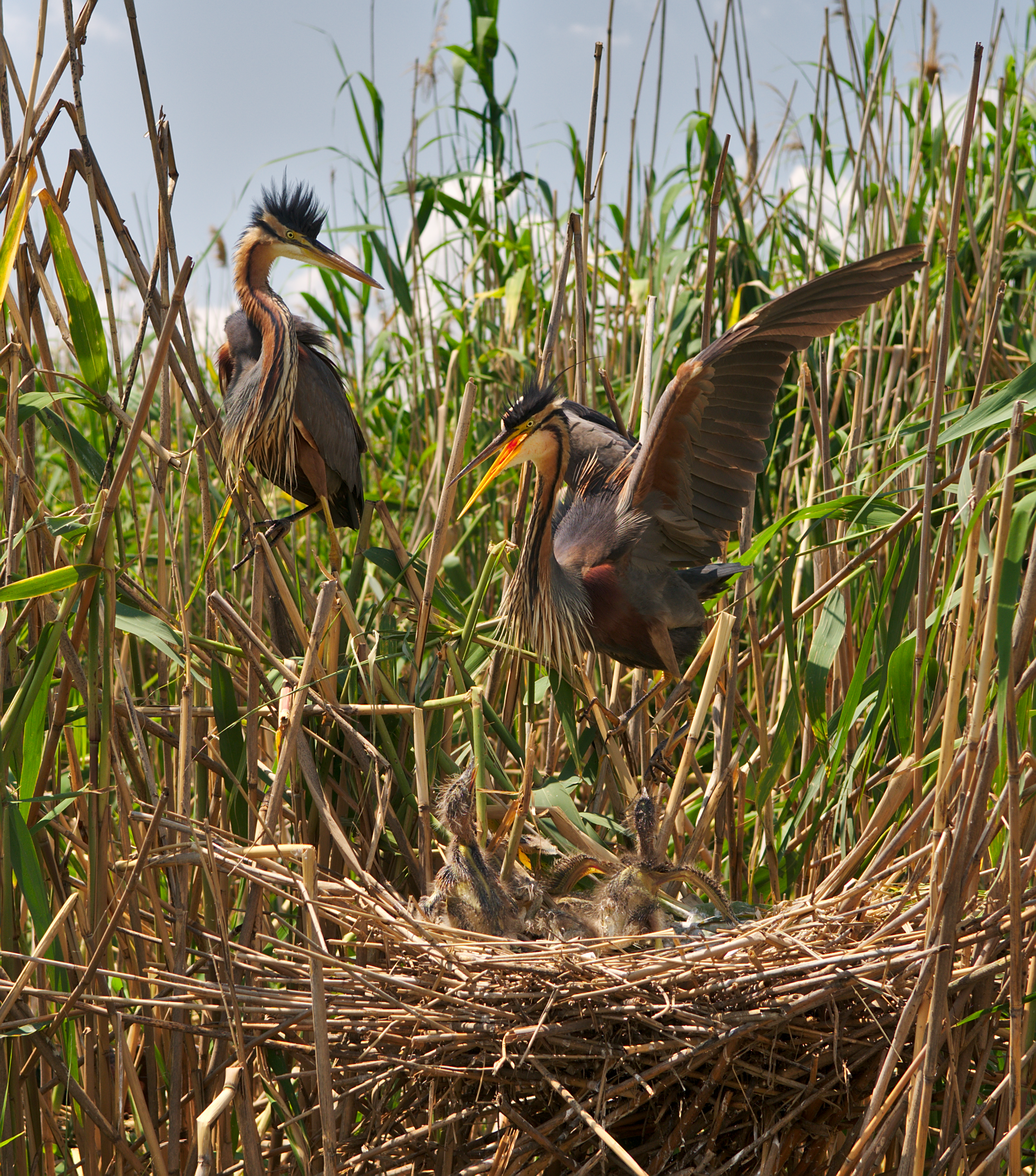
Пара рыжих цапель (Ardea purpurea) в брачном наряде на гнезде с птенцами
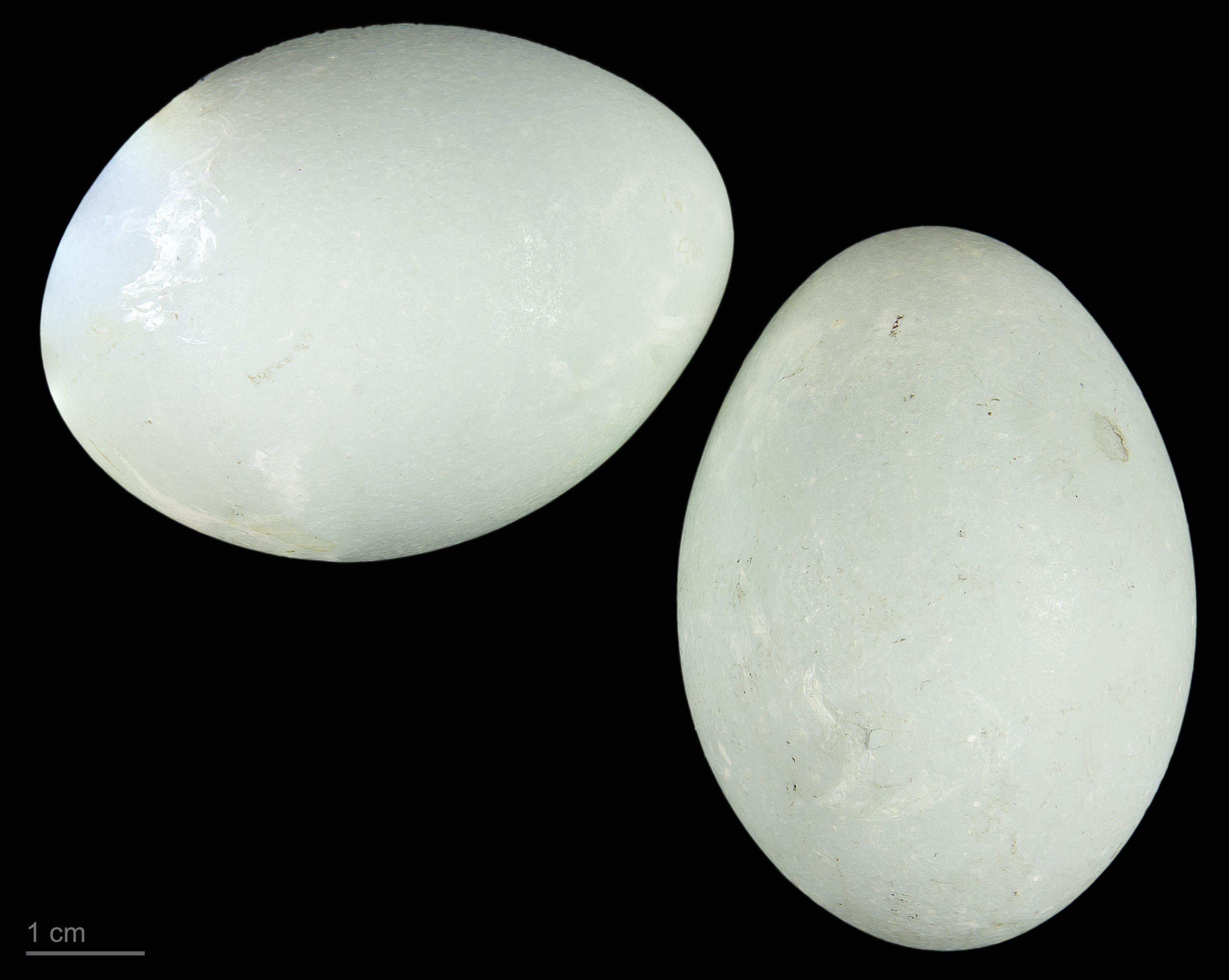
яйцо Ardea purpurea - Тулузский музей